# Greda Sunjska
Greda Sunjska falu Horvátországban, Sziszek-Monoszló megyében. Közigazgatásilag Sunjához tartozik.

## Fekvése
Sziszek városától légvonalban 20, közúton 29 km-re délkeletre, a sziszeki Szávamente és a Báni végvidék határán, a Sunja és a Száva folyók között, községközpontja  Sunja északi szomszédságában, a Kovarec-patak partján fekszik.

## Története
Greda a megye egyik legősibb települése. 1334-ben a zágrábi püspökséghez tartozó plébániák összeírásában Ivan főesperes már megemlíti a gredai Szent Miklós plébániát is „ecclesia Sancti Nicolai de Greda” alakban. A plébánia alapításáról nincs írásos forrás, de bizonyos, hogy első említésénél jóval korábbi volt. A település 1400-ban „possessio Greda”, 1402-ben „villa Greda” néven szerepel a korabeli forrásokban. 1526-ban II. Lajos király a gredai birtokot Keglevich Péternek adta. 1556-ban miután Kostajnica vára elesett ez a terület is török kézre került. Az állandó harcok elől a lakosság a biztonságosabb Nyugat-Magyarországra, főként a mai Burgenland területére menekült, mások török fogságba estek. A gredai plébánia kevés megmaradt lakossága a kostajnicai plébániához került. Az 1683 és 1699 között zajlott felszabadító harcokat a karlócai béke zárta le, melynek eredményeként a török határ az Una folyóhoz került vissza. A térség 1687-ben szabadult fel a török uralom alól. A kiürült területre hamarosan megkezdődött a keresztény lakosság betelepítése.
A Keglevichek a Felső-Szávamentéről telepítették ide jobbágyaik egy részét. Topolovaci uradalmuknak ehhez a részéhez abban az időben Gredán kívül még Bistrač, Selišće, Letina Gornja és Donja, Gradusa, Žreme, Krivaj és Sunja falvak tartoztak. Bár e terület hivatalosan a horvát bánok és a szábor fennhatósága alá tartozott az osztrák generálisok azonban védelmi célból a Zrínyi-hegység vidékére a török határövezetből érkezett pravoszláv vlachokat, köznevükön martalócokat telepítettek be, akik korábban török szolgálatban a horvát falvak és városok fosztogatását végezték. Ezzel lényegesen megváltoztatták e vidék etnikai összetételét.
1716-ban immár Sunja székhellyel megalapították a katolikus plébániát. Az egyházi vizitáció 1729-ben említi először 32 házzal. 1773-ban az első katonai felmérés térképén a település „Dorf Greda” néven szerepel. 1822-ben Sunján elkezdődött a plébániatemplom építése, egyúttal lebontották a Kovarec–patak mellett állt régi, rossz állapotú gredai plébániatemplomot. Az új templom felszentelése 1825-ben történt. 1881-ben megindult a vasúti forgalom, mely elősegítette a további fejlődést. A szomszédos kisvárossá fejlődött Sunja közigazgatási, gazdasági és kereskedelmi központ lett fejlett kézműiparral. 1895-ben megalakult a sunja-gredai tűzoltóegyesület. 1907-ben megkezdte működését az egyesület fúvószenekara.
A településnek 1857-ben 694, 1910-ben 839 lakosa volt. Zágráb vármegye Petrinyai járásához tartozott. 1918-ban az új szerb-horvát-szlovén állam, majd később Jugoszlávia része lett. A II. világháború idején a Független Horvát Állam része volt. A háború után enyhült a szegénység és sok ember talált munkát a közeli városokban. 1991. június 25-én a független Horvátország része lett. A délszláv háború idején sikerrel védték meg a horvát erők, de a harcok következtében házai majdnem teljesen megsemmisültek. Védői nagyrészt helybeliek voltak, de jöttek harcosok csaknem az egész ország területéről. A településnek 2011-ben 366 lakosa volt.

## Népesség
| Lakosság változása | Lakosság változása | Lakosság változása | Lakosság változása | Lakosság változása | Lakosság változása | Lakosság változása | Lakosság változása | Lakosság változása | Lakosság változása | Lakosság változása | Lakosság változása | Lakosság változása | Lakosság változása | Lakosság változása | Lakosság változása |
| ------------------ | ------------------ | ------------------ | ------------------ | ------------------ | ------------------ | ------------------ | ------------------ | ------------------ | ------------------ | ------------------ | ------------------ | ------------------ | ------------------ | ------------------ | ------------------ |
| 1857               | 1869               | 1880               | 1890               | 1900               | 1910               | 1921               | 1931               | 1948               | 1953               | 1961               | 1971               | 1981               | 1991               | 2001               | 2011               |
| 694                | 727                | 767                | 770                | 814                | 839                | 739                | 786                | 781                | 810                | 823                | 664                | 636                | 543                | 457                | 366                |

## Nevezetességei
- A régi plébánia épülete[5] a falu Sunja felőli bejáratánál áll. A 19. század első felében épült egyemeletes késő barokk-klasszicista stílusban. L-alaprajzú épület, melynek homlokzata az utcára néz. Részben kőből, részben téglából építették, nyeregtetővel, melyet hornyolt cseréppel fedtek. A település legrégibb fennmaradt épülete ma is egykori jelentőségét szimbolizálja. A falu ma már a sunjai Szent Mária Magdolna plébániához tartozik.

- A településen több, védett, hagyományos népi építésű lakóház áll. Ilyen a 159-es számú emeletes ház, melyet fűrészelt deszkákból építettek. Az alsó tornácról lépcsőzet vezet fel a felső zárt gangra. Fennmaradtak az eredeti épületelemek, a nyílászárók. A berendezés a 20. század közepén készült. A 189-es számú emeletes fa lakóház[6] 1909-ben épült, hosszúkás alaprajzzal, utcára néző homlokzattal. Tölgyfa deszkáit német módon kapcsolták össze. Itt is fennmaradt az eredeti szerkezet és a nyílászárók. Az emeletre vezető lépcsőzet félig zárt, mely egy zárt emeleti gangra vezet. A lakóházzal szemben még egy földszintes, két lakóterű épület is áll. A 148-as szám alatti házat valamivel 1898 előtt építették tölgyfából, falazott része 1905-ben épült. A régi szávamelléki ház legtöbbször nagyméretű emeletes épület. Vastag tölgyfadeszkából és gerendából építik, mely anyag legtöbbször faragott, de lehet fűrészelt is, melyet kötőgerendával rögzítenek. A tetők korábban zsindellyel voltak fedve, vagy hasított deszkával, ma viszont már a hódfarkú cserepet használják. Az ablaknyílások általában kis méretűek, két szárnyú fa zsaluval vannak ellátva. A földszint és emelet, valamint az emelet és oromzat között egy „krovec"-nek nevezett rész van, feladata a közvetlen esőtől védje az ablakokat. Az emeleti homlokzaton pedig faragott díszítés van.

## Kultúra
A település kulturális egyesülete a KUD Sloga Greda Sunjska